# Discentes
I discentes sono degli istruttori che iniziano al loro mestiere gli aquiliferi o i portatori degli stendardi di cavalleria, gli architetti o i cavalieri. In latino classico, discere significa apprendere, ma nella lingua militare e nel Basso Impero Romano questo verbo vuol dire, a volte, insegnare.